# Too Old, Too Cold
Too Old, Too Cold es el segundo EP de la banda de Black metal de Noruega, Darkthrone. El EP fue lanzado el 23 de junio de 2006 por Peaceville Records.  Los temas 2-4 solo aparecieron en este EP y no fueron publicados en otro álbum. En el álbum de estudio, The Cult is Alive aparece otra versión de la canción de Graveyard Slut.

## Lista de canciones
1. Too Old, Too Cold
2. High On Cold War
3. Love in a Void (Siouxsie y the Banshees cover)
4. Graveyard Slut

## Créditos
- Nocturno Culto - Guitarra, bajo y voces
- Fenriz - Batería y guitarra
- Grutle - Colaboración en las voces en el tema número dos